# Emma Færge
Emma Skou Færge (Herning, 6 dicembre 2000) è una calciatrice danese, difensore della Fiorentina e della nazionale danese.

## Carriera

### Club
Skou Færge inizia la sua carriera in patria, con il Vildbjerg SF, club con sede a Vildbjerg, piccolo centro vicino alla natia Herning. Qui compie tutta la trafila delle giovanili, venendo anche aggregata alla prima squadra e marcando 10 presenze nella seconda fase della Elitedivisionen 2017-2018.
Nella successiva estate si trasferisce al Kolding IF, dove viene impiegata da titolare in tutti gli incontri di campionato dal tecnico Peter Pedersen. Alla sua prima stagione contribuisce a far raggiungere alla sua squadra il 5º posto in classifica, con il KoldingQ che l'anno successivo ha una lieve flessione nelle prestazioni complessive, 6º posto nella stagione regolare e di nuovo 5º nella poule scudetto, e dove l'attaccante va a segno per la prima volta nel vittorioso incontro casalingo per 4-2 con l'Odense Q. la stagione 2020-2021 è anche quella dove ottiene la migliore posizione in classifica fino a quel momento, la 4ª, confermata anche nella seconda parte del campionato, decidendo di lasciare il club con un tabellino di 66 presenze, con 4 reti realizzate, in Elitedivisionen.
Nell'estate 2021 viene annunciato il suo arrivo all'HB Køge.
Durante la sessione estiva di calciomercato 2023 viene annunciato il suo trasferimento in Italia, alla Fiorentina, per quella che è la sua prima esperienza in un campionato estero. Il 5 ottobre 2024, alla sua seconda stagione in viola, trova la prima rete in Italia, nella vittoria per 3-1 contro il Como.

### Nazionale
Dopo aver militato nelle nazionali minori, il 12 giugno 2022 fa il suo debutto in nazionale maggiore danese, nell'amichevole vinta 2-1 contro l'Austria.
Il 25 febbraio 2025 segna la sua prima rete in nazionale, nella vittoria per 1-3 sul campo delll'Italia.

## Statistiche

### Presenze e reti nei club
Statistiche aggiornate al 10 maggio 2025.
| Stagione          | Squadra           | Campionato        | Campionato | Campionato | Coppe nazionali | Coppe nazionali | Coppe nazionali | Coppe internazionali | Coppe internazionali | Coppe internazionali | Altre coppe | Altre coppe | Altre coppe | Totale | Totale |
| Stagione          | Squadra           | Comp              | Pres       | Reti       | Comp            | Pres            | Reti            | Comp                 | Pres                 | Reti                 | Comp        | Pres        | Reti        | Pres   | Reti   |
| ----------------- | ----------------- | ----------------- | ---------- | ---------- | --------------- | --------------- | --------------- | -------------------- | -------------------- | -------------------- | ----------- | ----------- | ----------- | ------ | ------ |
| 2018-2019         | Kolding IF        | E                 | 24         | 0          | CD              | ?               | ?               | -                    | -                    | -                    | -           | -           | -           | 18+    | 9+     |
| 2019-2020         | Kolding IF        | E                 | 18         | 1          | CD              | ?               | ?               | -                    | -                    | -                    | -           | -           | -           | 10+    | 9+     |
| 2020-2021         | Kolding IF        | E                 | 24         | 3          | CD              | ?               | ?               | -                    | -                    | -                    | -           | -           | -           | 20+    | 4+     |
| Totale KoldingQ   | Totale KoldingQ   | Totale KoldingQ   | 66         | 4          | -               | ?               | ?               | -                    | -                    | -                    | -           | -           | -           | 66+    | 4+     |
| 2021-2022         | HB Køge           | E                 | 23         | 1          | CD              | ?               | ?               | UWCL                 | 8                    | 0                    | -           | -           | -           | 31     | 5      |
| 2022-2023         | HB Køge           | E                 | 23         | 1          | CD              | ?               | ?               | UWCL                 | 2                    | 0                    | -           | -           | -           | 25     | 5      |
| Totale HB Koge    | Totale HB Koge    | Totale HB Koge    | 46         | 2          | -               | ?               | ?               | -                    | 10                   | 0                    | -           | -           | -           | 56+    | 2+     |
| 2023-2024         | Fiorentina        | A                 | 26         | 0          | CI              | 5               | 0               | -                    | -                    | -                    | -           | -           | -           | 31     | 0      |
| 2024-2025         | Fiorentina        | A                 | 25         | 1          | CI              | 4               | 0               | UWCL                 | 4                    | 0                    | SI          | 1           | 0           | 34     | 1      |
| 2025-2026         | Fiorentina        | A                 | -          | -          | CI              | -               | -               | -                    | -                    | -                    | AWC         | -           | -           | -      | -      |
| Totale Fiorentina | Totale Fiorentina | Totale Fiorentina | 51         | 1          | -               | 9               | 0               | -                    | 4                    | 0                    | -           | 1           | 0           | 65     | 1      |
| Totale carriera   | Totale carriera   | Totale carriera   | 163+       | 7+         | -               | 9+              | ?               | -                    | 14                   | 0                    | -           | 1           | 0           | 187+   | 7+     |

## Palmarès

### Club
- Campionato danese: 2

HB Køge: 2021-2022, 2022-2023